# Fernbeziehung
Eine Fernbeziehung ist eine Partnerschaft von Menschen, deren räumliche Lebensmittelpunkte nicht in unmittelbarer, physischer Nähe zueinander sind.

## Definition
Die Definition des Begriffes und der häufig äquivalent genutzten „Wochenendbeziehung“ wird in der Fachliteratur uneinheitlich gehandhabt.
Der Begriff „Fernbeziehung“ kann, ausgehend vom alltäglichen Sprachgebrauch, für eine besondere Form der Liebesbeziehung beziehungsweise Zweierbeziehung verwendet werden.
Fernbeziehungspaare sind Paare, die ihre Beziehungen über räumliche Distanzen hinweg führen. Unabhängig von Gründen oder Ursachen für die typischerweise getrennten Haushalte, besteht zwischen allen Fernbeziehungspaaren die Gemeinsamkeit, dass der Beziehungsverlauf durch einen ständigen Wechsel von Trennungszeit und gemeinsamer Zeit bestimmt wird. Von zentraler Bedeutung ist das Selbstverständnis des Paares: Fernbeziehungspaare sehen sich grundsätzlich nicht als Affäre oder Liebschaft neben evtl. anderen bestehenden Beziehungen, dies kann aber mitunter der Fall sein.

## Auswirkungen
Bei der Fernbeziehung ergibt sich folgende Problematik: Die zur Aufrechterhaltung einer Beziehung typischen Merkmale des Austauschs von Erlebnissen, Erfahrungen und Gefühlen sind während der Trennungszeiten erschwert. Der Austausch muss entweder telekommunikativ oder während der gemeinsamen Zeit (im Falle der Wochenendbeziehung als einer Form der Fernbeziehung etwa am Wochenende) erfolgen.
Durch die Ausbreitung des Internets und seiner globalen Kommunikationsmöglichkeiten entstehen immer mehr Fernbeziehungen, in denen die Partner so weit voneinander entfernt wohnen, dass deren gemeinsame Zeit sich auf wenige Tage pro Jahr reduziert. Chatten, E-Mailen und Telefonieren sowie Videotelefonieren mit dem Partner zur Überbrückung der Trennungszeit werden von einigen Betroffenen als unzureichend für eine Beziehung empfunden.

## Gründe
Gründe und Ursachen für Fernbeziehungen müssen getrennt betrachtet werden. Gründe können persönlich motiviert sein, z. B. aus einem Beziehungsideal heraus, oder aus der Berufs- oder Mobilitätsbiografie. Dem gegenüber stehen häufig gesellschaftliche Ursachen wie z. B. Erwartungshaltungen vonseiten des Arbeitsmarktes. „Gesellschaftliche Ursachen, die die Plattform für Entscheidungen dieser Art bilden, sind vor allem im Bildungs- und Berufssektor zu finden. Zunehmende Mobilitätsanforderungen und veränderte Berufsbiografien, welche mit der Bildungsexpansion einhergehen, sind hier als die wichtigsten zu benennen“, schreibt Eva-Christina Edinger in ihrer empirischen Studie über Fernbeziehungen. Als Fernbeziehungen gelten dem allgemeinen Verständnis nach keine Beziehungen, bei denen sich die Partner über kurze Zeiträume von z. B. einigen Monaten nur am Wochenende sehen.
In selteneren Fällen ist die Fernbeziehung nicht durch äußere Umstände, sondern aufgrund des Wunsches der Teilnehmer bedingt. Die zunehmend individualisierte Lebensführung hat häufig auch zur Folge, dass individualisierte Beziehungsideale entstehen. Paare bevorzugen gezielt und aus eigenem Wunsch heraus getrennte Wohnungen, um für jeden Partner ein Rückzugsgebiet und ein ganz persönliches Refugium erhalten zu können. Allerdings geben nur knapp ein Drittel aller Fernbeziehungspaare an, diese Beziehungsform aus eigenem Wunsch zu führen.
Eine Beziehung kann als Fernbeziehung beginnen und als solche fortgesetzt werden, wenn beide Partner schon beim Kennenlernen an verschiedenen Orten wohnen. Dies ist vor allem dann der Fall, wenn sich die beiden Partner über das Internet kennengelernt haben.

## Ausprägungen
Man unterscheidet im Wesentlichen folgende Fälle:
- Reguläre Zweierbeziehungen, die zunächst keine Fernbeziehungen sind und sich durch die räumliche Nähe festigen können. Durch veränderte Umstände wird die Beziehung zur Fernbeziehung.
- Beziehungen, die von Beginn an Fernbeziehungen sind. Dabei treffen sich Paare, die aufgrund ihrer Lebensumstände räumlich getrennt wohnen, zufällig oder beabsichtigt und entscheiden sich aus Zuneigung oder Liebe, eine Fernbeziehung zu führen.

Eine typische Fernbeziehung ist die Wochenendbeziehung. Bei der Wochenendbeziehung findet die Trennung an den Werktagen statt. Die gemeinsame Zeit der Beziehung wird durch wechselseitige oder einseitige Wochenendbesuche gewährleistet.
In Deutschland lebt etwa jeder achte (gemittelt 13 %) in einer Fernbeziehung. Das sind ca. 1,7 Millionen aller Paare, die in Deutschland leben. Durchschnittlich leben die Paare 653 km voneinander entfernt.

## Vor- und Nachteile der Fernbeziehung

### Vorteile
Die Vorteile einer solchen Beziehung zeigen sich in Problemsituationen, die bei zusammen lebenden Paaren häufig auftreten. Aufgrund der häufigen Trennung in einer Fernbeziehung wird über solche Alltagsprobleme leichter hinweggesehen. Streitigkeiten entstehen so seltener auf Basis von Kleinigkeiten.
Ebenso bleibt der Partner selbstständig und kann seine Zeit frei einteilen. Dies kann zum Beispiel fördernd für die Karriere sein. Für karriereorientierte Menschen oder solche mit einem zeitaufwändigen Hobby kann eine Fernbeziehung also durchaus vorteilhaft sein. Auch finden viele Menschen ihre eigene Freiheit wichtig und fühlen sich bei einem Zusammenleben mit dem Partner eingeschränkt.
Ein weiterer Vorteil ist, dass die Partner die gemeinsame Zeit bewusster erleben und intensiver miteinander kommunizieren. Während der getrennten Zeit sind meist Telefonate (96 %), oft auch E-Mails, Briefe (46 %) oder Chats über einen Instant Messenger (56 %) wichtige Kommunikationsmittel. Die Konzentration auf den Partner ist dabei oft höher als bei einem alltäglichen Gespräch, vor allem wenn die Kosten hoch sind oder man wegen der Zeitverschiebung selten Gelegenheit dazu hat. In der gemeinsamen Zeit stehen ebenfalls die Beziehung und der Partner im Mittelpunkt. Das Paar nimmt sich Zeit für gemeinsame Unternehmungen und ausführliche Gespräche.
Das in großem Maße vorhandene Vertrauen, das Voraussetzung zur Bewältigung der Entfernung ist, offenbart die starke Bindung des Paares zueinander. Um die Fernbeziehung aufrechtzuerhalten, muss das Paar immer wieder zueinander finden und kann seine Beziehung immer wieder neu entdecken. Auch die Vorfreude aufeinander ist in einer Fernbeziehung meist größer und immer wieder neu und prickelnd, was in einer Beziehung ohne geografische Distanz nicht immer der Fall ist.

### Nachteile
Körperlicher Kontakt zum Austausch von persönlicher Kommunikation, Zärtlichkeiten oder zur Ausübung der Sexualität kann während der Trennungszeiten nicht erfolgen.
Wenn sich ein in einer Fernbeziehung befindendes Paar jedoch sehr selten sieht, entsteht oft eine sexuelle Unzufriedenheit. Das kann unter Umständen, auch bei starker Liebe, zu Seitensprüngen führen.
Eine Kontrolle des Partners bei einer Fernbeziehung ist größtenteils nur schwer möglich. Ein anderes unbekanntes Umfeld des Partners kann so eifersüchtige Reaktionen hervorrufen. Deswegen ist Vertrauen bei dieser Art der Beziehung einer der wichtigsten Punkte.
Ein häufiger Fehler sind überzogene Erwartungen des Paars vom langersehnten Wiedersehen, sodass sich schon nach Kurzem eine Enttäuschung einstellt.
Nicht zu unterschätzen sind außerdem die Kosten, die bei einer Fernbeziehung auf das Paar zukommen können. Die Telefonrechnung kann sehr hoch ausfallen, vor allem, wenn einer der Partner im Ausland lebt und keine Internetverbindungen möglich sind. Auch die Reisekosten (Kraftstoff, Zug- oder Flugtickets) können das Budget des Paares belasten. Laut einer Statistik aus dem Jahr 2014 gaben Paare, die in Fernbeziehungen leben, durchschnittlich 2.500 € pro Jahr aus, um in Kontakt zu bleiben. Einen weiteren Faktor stellen die Miet- und Lebenshaltungskosten dar, die bei zwei getrennten Haushalten höher sind als bei einem gemeinsamen.
Schwierig kann auch der Übergang von einer (anfänglichen) Fernbeziehung zu einer Beziehung mit (fast) täglichem direktem Kontakt sein. Hier treten mitunter Differenzen und Unvereinbarkeiten zwischen den Beteiligten zutage, die vorher aufgrund des zeitlich begrenzten, episodischen physischen Kontaktes nicht auftraten oder nicht absehbar waren.